# Kloster Fahr

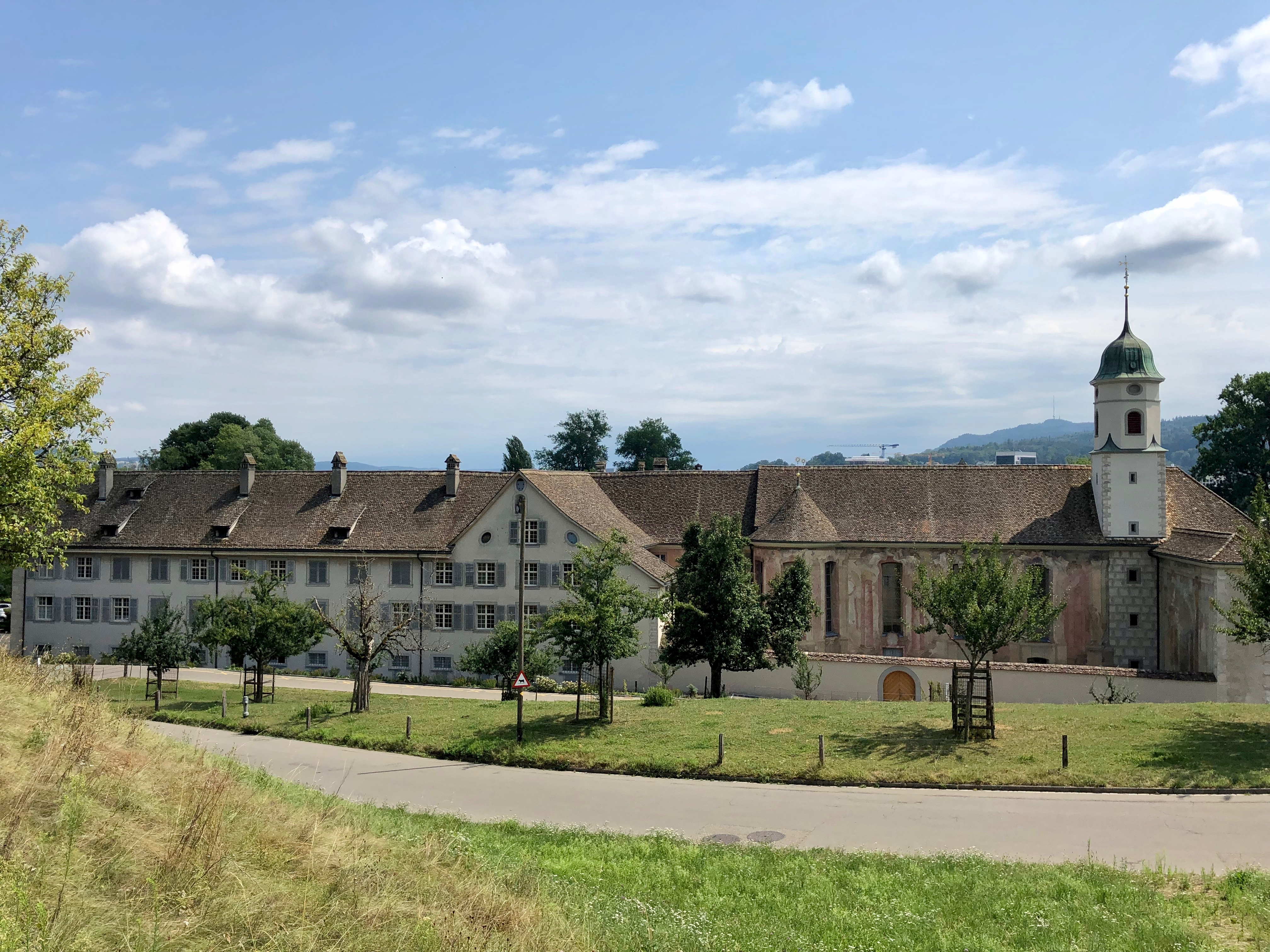
Ansicht von Nordwesten

Das Kloster Fahr ist ein Benediktinerinnenkloster in der Gemeinde Würenlos im Kanton Aargau in der Schweiz und gehört seit seiner Gründung um 1130 zum Kloster Einsiedeln. Die 20 Schwestern gestalten ihr Leben nach der Regel des heiligen Benedikt. Das Kloster führt die eigene Postleitzahl «8109 Kloster Fahr». Das Kloster Fahr gehört der Schweizerischen Benediktinerinnenföderation an und weist eine Fläche von 1,48 Hektaren auf. Der Name des Klosters leitet sich von der Personenfähre ab, die neben dem Kloster über die Limmat führt.

## Geschichte

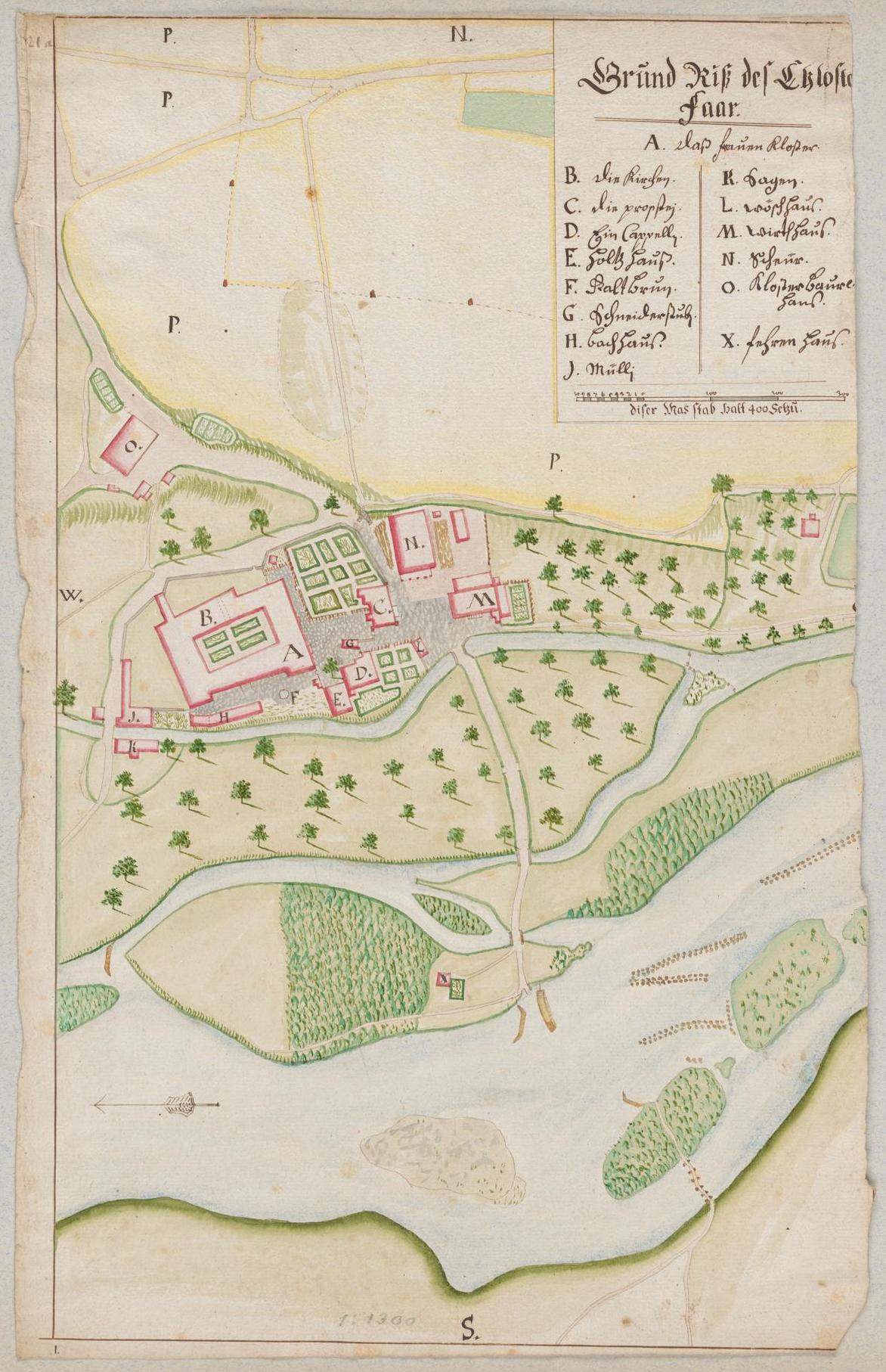
Kloster Fahr um 1800

Luftbild aus 100 m von Walter Mittelholzer (1919)

Gestiftet wurde das Kloster Fahr im Jahre 1130 als Tochterkloster des Klosters Berau durch die Freiherren von Regensberg. Die Schenkung erfolgte unter der Bedingung, dass an diesem Ort ein Frauenkloster des Benediktinerordens zu errichten und zu erhalten sei. Die Beziehung zu Einsiedeln wird am Wirtshaus «Zu den zwei Raben» deutlich, das 1679 erbaut wurde. Der Name ist auf das Wappen des Klosters Einsiedeln mit den Raben des heiligen Meinrad zurückzuführen.
Das Kloster bildet noch heute das nach eigenen Angaben weltweit einzige verbliebene Doppelkloster mit dem Kloster Einsiedeln. Als Reaktion auf bewaffnete Unruhen nach der Verhaftung des Bünzer Komitees beschloss der Grosse Rat am 13. Januar 1841 die Aufhebung der Abtei. Im Zuge des Aargauer Klosterstreits wurde sie zwei Jahre später wieder eingesetzt. Seither leben hier ununterbrochen Benediktinerinnen.

## Gebäulichkeiten
Die etwa 150 Schritte vom Flussufer entfernte Gesamtanlage des Klosters ist in drei Teile gegliedert, die sich deutlich voneinander unterscheiden. Der Wichtigste umfasst das Bautengeviert von Kirche, Konventtrakten und dem dazugehörigen Friedhof. Der zweite Teil besteht aus der neuen Propstei, der alten Propstei, der St. Anna-Kapelle mit ihrem romanischen Chorraum, und dem Klostergarten. Der barocke Klostergarten im Innenhof ist in Kreuzform angelegt und gilt als einer der besterhaltenen Klostergärten der Schweiz. In der Mitte des Gartens steht als Sinnbild des Lebens ein Brunnen, dessen Wasser in alle vier Himmelrichtungen fliesst. In den Beeten wachsen neben Blumen zahlreiche Heil- und Küchenkräuter.
Dazu kommen Nutzbauten in Form der ehemaligen Mühle, der Scheune, der Trotte und des Wirtshauses. Das auffallende Riegelhaus neben dem Eingangstor wurde 1946 erbaut und diente während 20 Jahren als Schulhaus für eine Bäuerinnenschule, die 1944 gegründet worden war. Im oberen Stock des Hauses war eine Wohnung für die Mitarbeitenden der Landwirtschaft. Heute wird das ehemalige Schulzimmer als Seminarraum genutzt, die Wohnung ist vermietet.

### St. Anna-Kapelle
Spätestens im frühen 12. Jhd. muss sich auf der Anlage bereits eine kleine Kapelle befunden haben. Die damalige spätromanische St. Niklaus-Kapelle wurde im 13. Jhd. errichtet, wobei man das Langhaus nun neu von Norden her betrat. Drei Rundbogenfenster, verteilt auf drei Wände, sorgten für Licht. Die Wandbogenfelder wurden um 1300 deckend ausgemalt, die später freigelegt und deren Freskomalereien nun zum grossen Teil wieder sichtbar sind, wenngleich meist eher schemenhaft. Dies, da die ursprünglichen farbigen Fresken nur bruchstückhaft die Neuübermalungen im Laufe der Jahrhunderte im Untergrund überlebten. 
1632 kam ein Annexbau dazu und die Kapelle wurde barockisiert. Das Gebäude wurde bis in die Neuzeit immer wieder umgebaut und mehrfach auch im Grundriss verändert. Der ursprüngliche Grundriss der allerersten Kapelle verweist auf die Heilig-Grab-Kapelle in Jerusalem. Alle vier Gewölbefresken sind jeweils in drei Teile gegliedert. Die Nordkappe ist der Darstellung von Christus als Weltenrichter gewidmet (Jüngstes Gericht als zentrales Motiv), die Westkappe verweist mit ihrer Ausschmückung auf das Buch des Lebens, die Ostkappe auf das Bildschema der Majestas Domini und die Südkappe greift das Thema der Krönung Mariens auf. Am besten erhalten ist das Fresko der Westkappe. Man erkennt hier, ähnlich wie in der Nordkappe, Gott auf seinem Thron sitzend, wobei der Thron auf das Himmlische, also das Neue Jerusalem hinweist. Die thronende Gottesfigur soll wiederum die Verbindung von Erde und Himmel zum Ausdruck bringen. Deutlich erkennbar ist hier in der Westkappe das in der Apokalypse angekündigte Lamm. Es steht mit den Hinterbeinen auf einem Rankenwerk, während es mit den Vorderhufen bereits zwei Siegel geöffnet hat.
Das Programm des Freskenzyklus hier ähnelt stark demjenigen der Fresken in der Reformierten Kirche Kulm im Kanton Aargau.

### Klosterkirche
Die Klosterkirche ist im Kern ein mittelalterlicher Bau. Urkundlich erwähnt wird sie erstmals im Jahr 1487 unter dem Namen «Leutkirche». Sie muss schon einiges früher bestanden haben, darauf deuten etwa Urkunden wie diejenigen der Meisterin Adelheid von Grüningen über einen Kauf von Reben aus der Umgebung vom Jahr 1413 hin. Anfangs des 15. Jahrhunderts scheint das Gotteshaus aufwendig erweitert und umgestaltet worden zu sein. 1549 wurde die Klosterkirche rekonziliert, ebenso die Altäre und der Friedhof. 1689 bis 1696 wurde der Kirchturm neu errichtet und noch vor 1700 wurde der Nonnenchor auf die Westempore zurück verlegt.
1743 wurde ein umfassender Umbau der Klosterkirche unter Abt Nikolaus II. Imfeld eingeleitet (dies, nachdem offenbar die Pläne für einen kompletten Neubau wegen Geldmangels wieder fallen gelassen worden waren). Von 1743 bis 1748 wurde die Kirche barock überformt. Höhepunkt bildete dabei das Anbringen eines Freskenschmucks durch die Luganeser Brüder Giuseppe und Giovanni Antonio Torricelli. Unterhaltsarbeiten gestalten sich heikel, da der Mörtel im Baumaterial immer wieder mürbe zu werden droht.

## Persönlichkeiten
Zu den bedeutendsten Meisterinnen des Klosters (so wurden bis zur Reformation die Vorsteherinnen genannt) zählt die aus der angesehenen Zürcher Patrizierfamilie Schwarzmurer stammende Veronika Schwarzmurer. Sie wirkte ab 1502 als Meisterin, gleichzeitig war sie die letzte Meisterin bis zur Reorganisation des Klosters. 1543 verliess sie das Kloster für immer, nachdem sie bereits 1530 entmachtet worden war.
Eine Pioniertat von ihr bestand im Errichten einer Wuhr oberhalb des Klosters, zwecks Zuleitung von genügend Wasser. Sie liess sodann die abgebrannte Mühle wiederaufbauen und in Betrieb nehmen. Damit wurde im Grunde das heute noch existierende Kanal- und Giessensystem erstellt.
Im Kloster Fahr lebte die Schriftstellerin und Benediktinerin Silja Walter bis zu ihrem Tod am 31. Januar 2011.

## Staatsrechtliche Kuriosität
Das Kloster Fahr war neben den innerrhodischen Klöstern Wonnenstein und Grimmenstein eine der religionspolitisch bedingten, staatsrechtlichen Kuriositäten in der Schweiz. Die an der Limmat gelegene Klosteranlage ist seit 1803 eine vollständig vom Gebiet des Kantons Zürich, Gemeinde Unterengstringen, umschlossene, 1,48 ha grosse Exklave des Kantons Aargau.
Das Gebiet ist zwar seit 1803 Bestandteil des Kantons Aargau und dem Bezirk Baden zugeordnet, gehörte aber bis 2007 gebietsmässig zu keiner Gemeinde. Seit 1803 war das Kloster lediglich verwaltungsrechtlich der Gemeinde Würenlos zugewiesen. Die Gemeinde besorgte u. a. Einwohnerkontrolle und Feuerschau. Die Bewohner übten auch ihre politischen Rechte in Würenlos aus.
Seit 1. Januar 2008 gehört das Kloster Fahr zur Aargauer Gemeinde Würenlos, wie die Stimmbürger von Würenlos bei einer Volksabstimmung am 11. März 2007 beschlossen haben. Bereits vorher hatte die Gemeindeversammlung von Würenlos einen 14-seitigen Vertrag zwischen Würenlos, dem Kloster Fahr und der Zürcher Gemeinde Unterengstringen ohne Gegenstimme gutgeheissen. Der Vertrag schaffte Klarheit und brachte viele Änderungen. So muss die Gemeinschaft des Klosters der Benediktinerinnen seit 2008 Steuern an Würenlos bezahlen. Zuvor war die Gemeinschaft von Gemeindesteuern befreit gewesen.
Am 22. Januar 2009 übergab der damalige Abt des Klosters Einsiedeln, Martin Werlen, dem Kloster Fahr ein neues Konventsiegel. Mit der Siegelübergabe sind somit die Benediktinerinnen in Fahr nach 879-jährigem Diskurs wieder befähigt, eigene Rechtsgeschäfte abzuschliessen. Eine erste Urkunde stammte aus dem Jahr 1130.

## Heutige Bedeutung
Im Konvent lebten 2019 noch 20 Nonnen. Wie viele andere Benediktinerkonvente widmet sich das Kloster neben dem geistlichen Leben auch wirtschaftlichen Tätigkeiten. Es finden täglich Gottesdienste und das klösterliche Gebet von der Vigil bis zur abendlichen Komplet statt.
Die Schwestern befassen sich auch mit Landwirtschaft und Rebbau und mit der Herstellung von Ordensgewändern bzw. Paramenten.
Von 1944 bis Ende Juli 2013 führten die Klosterfrauen eine Bäuerinnenschule. Die ehemalige Schule steht auf zürcherischem Boden und ist deshalb nicht Teil der Exklave.
Priorin ist seit 2003 Irene Gassmann. Ende 2018 teilten die Benediktinerinnen mit, im Rahmen eines Projekts für Generationenwohnen mit der Pensionskassen-Stiftung Prosperita als Investor zusammenarbeiten zu wollen; wegen der Nähe von Prosperita zum evangelisch-freikirchlichen Milieu löste diese Entscheidung in katholischen Kreisen Bedenken aus.

## Galerie

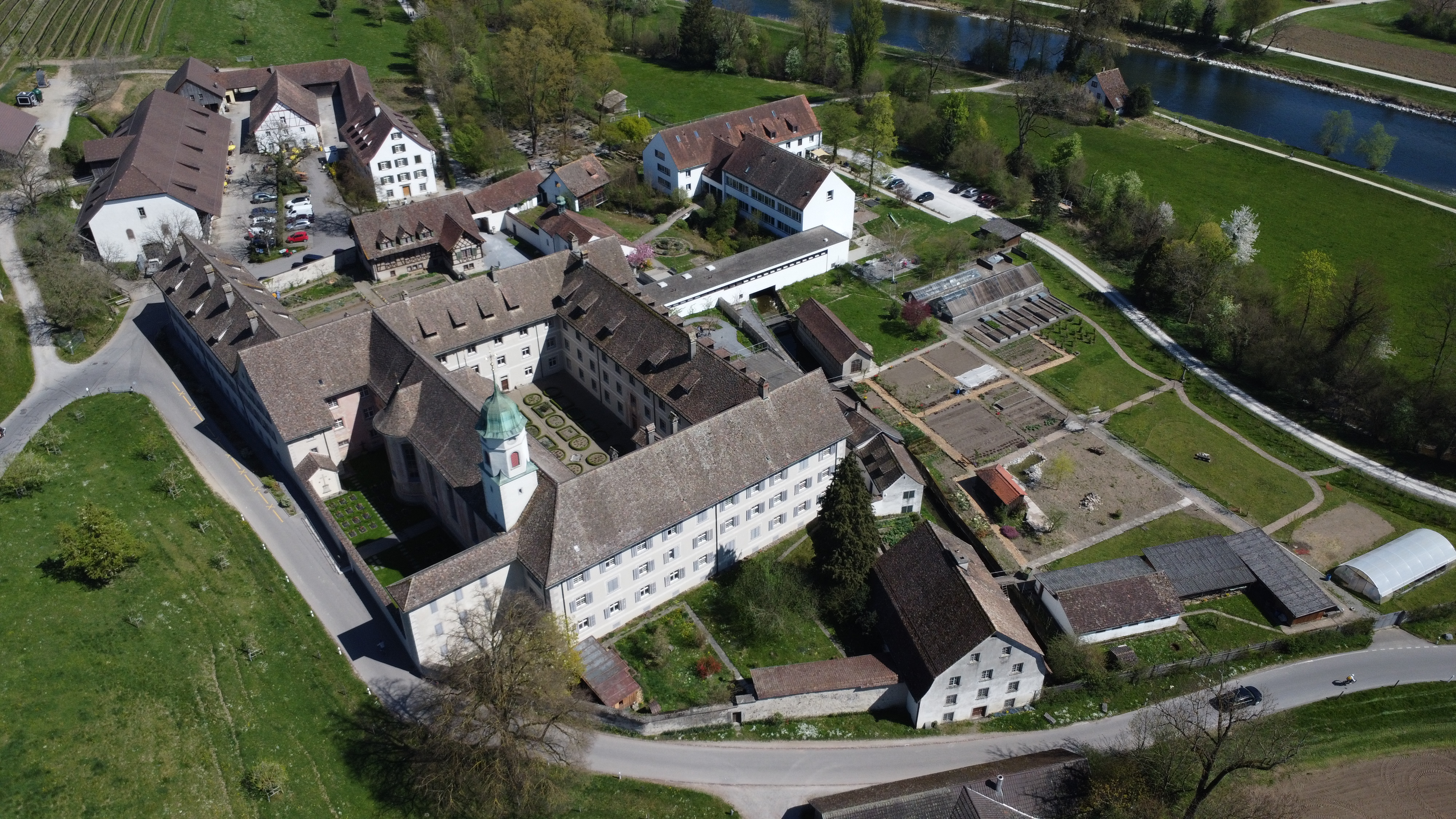
Luftaufnahme mit der Limmat im Hintergrund
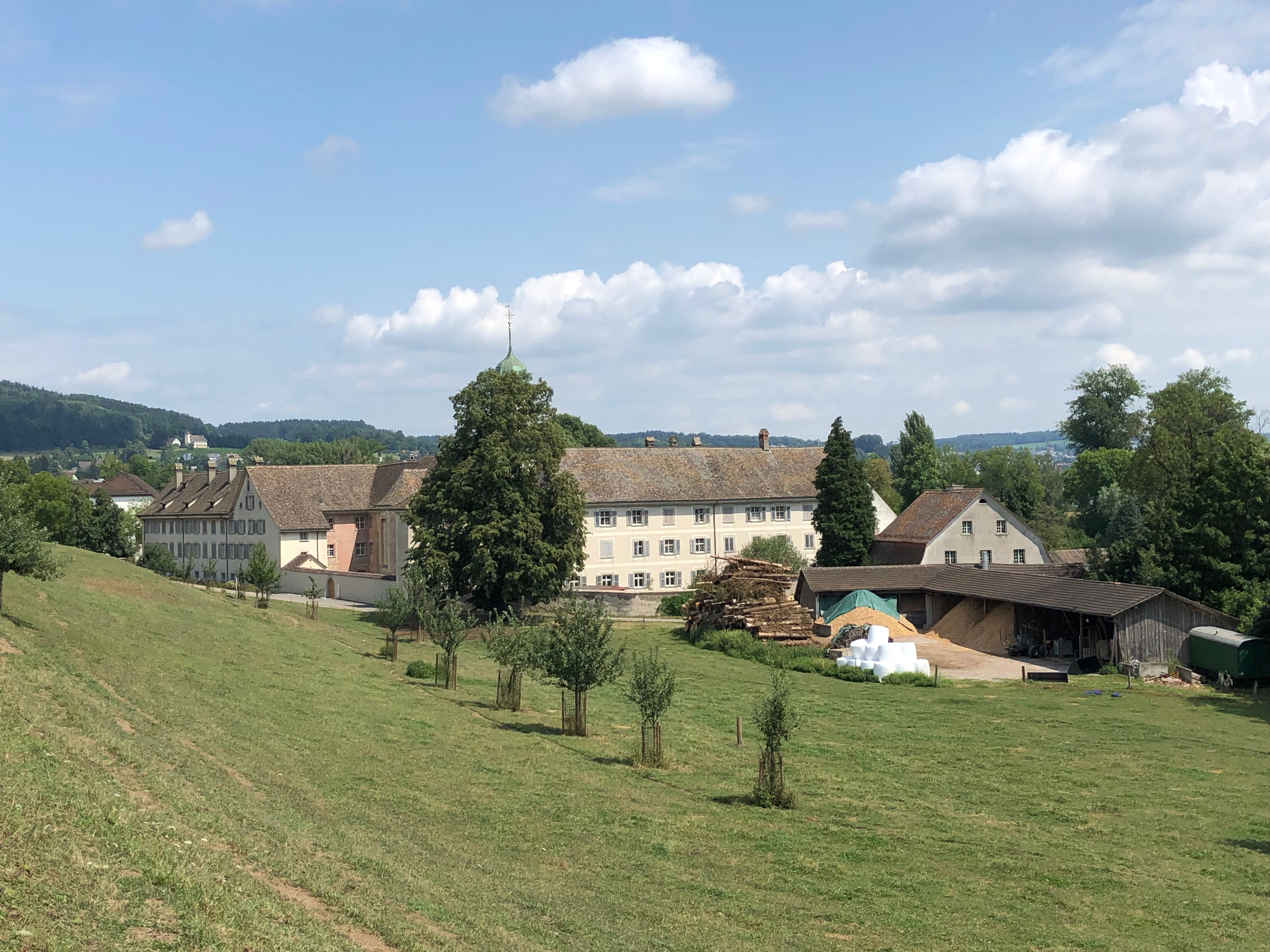
Ansicht von Westen
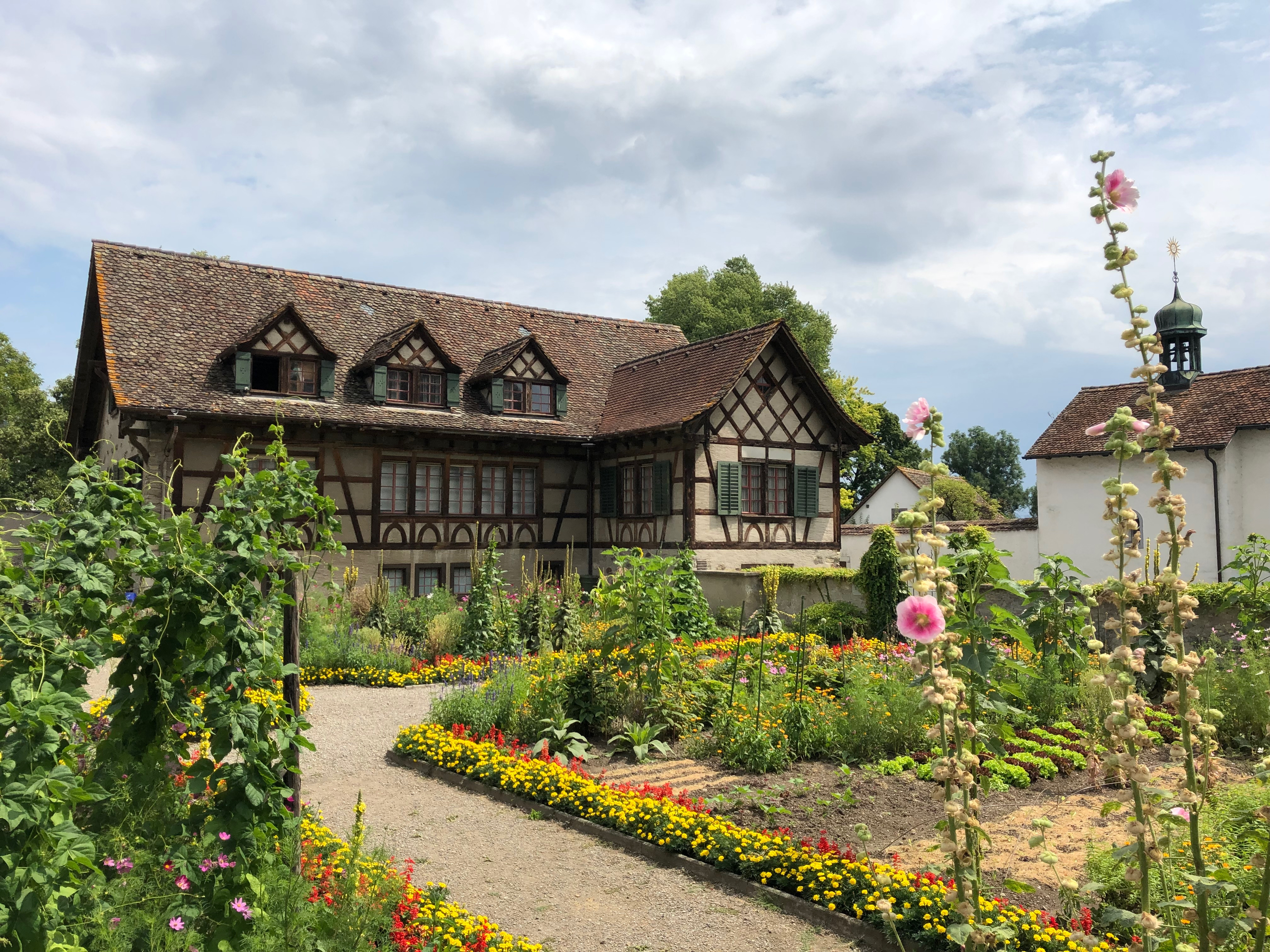
Altes Schulhaus und Garten
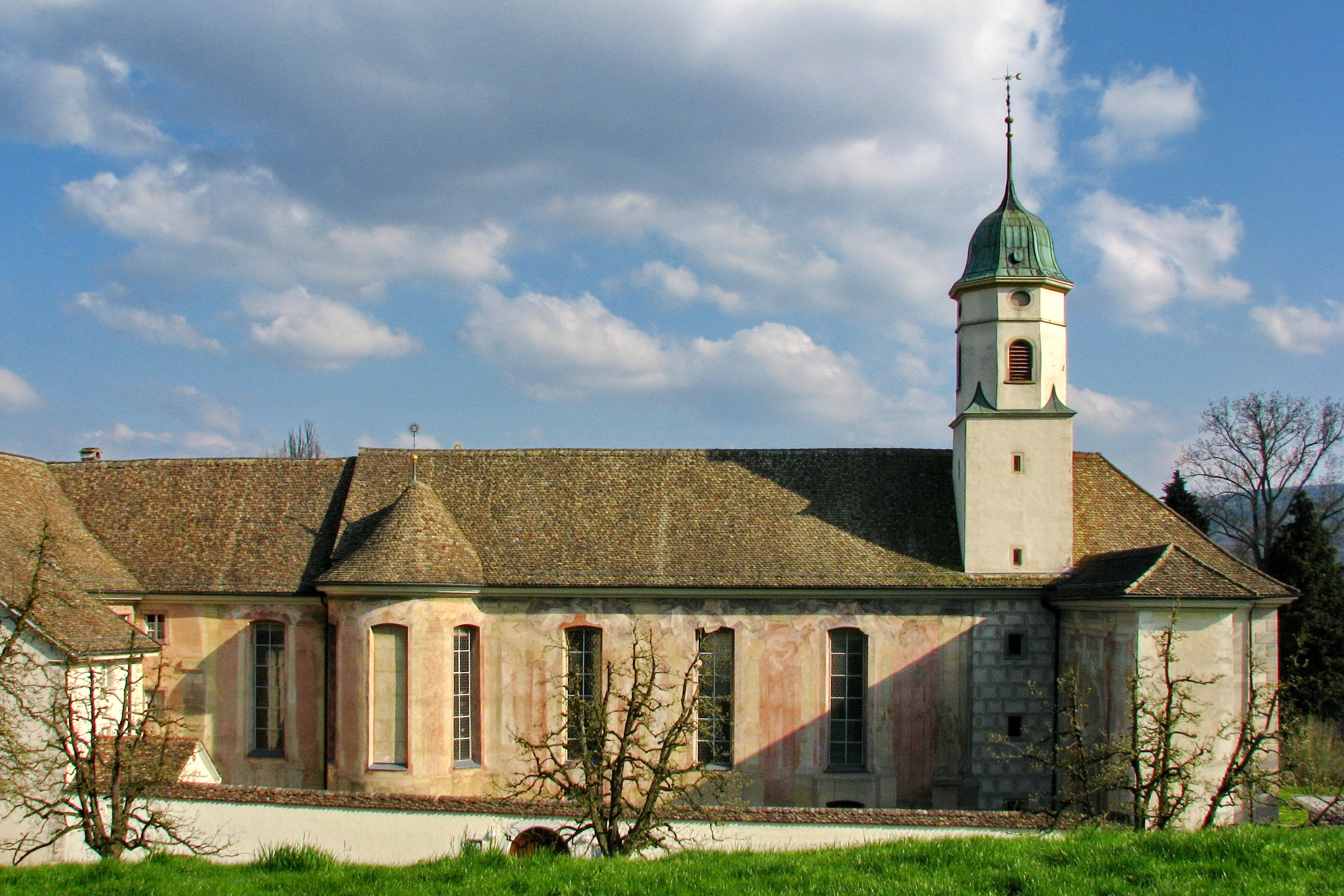
Klosterkirche mit Aussenmalereien
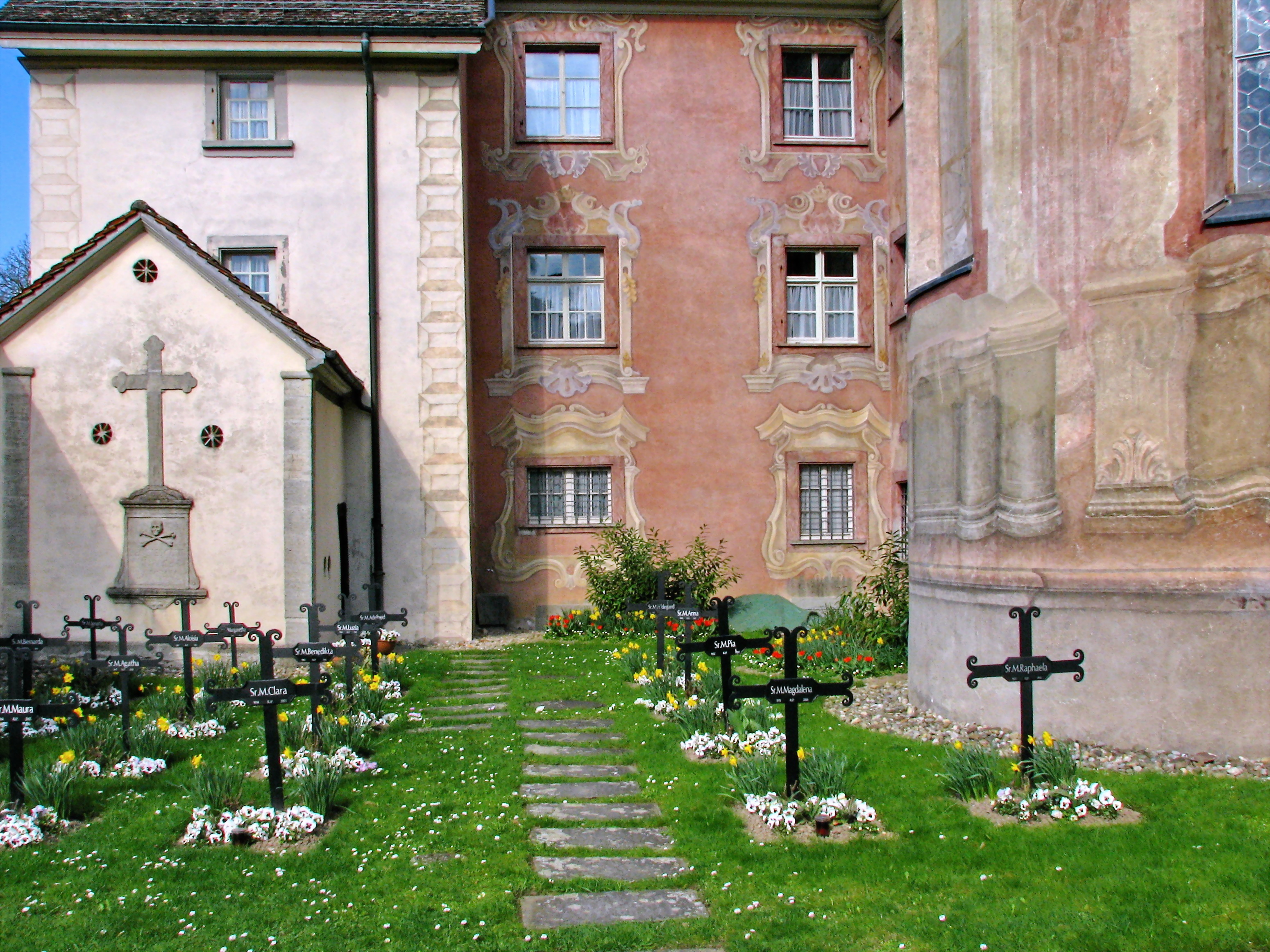
Klosterfriedhof

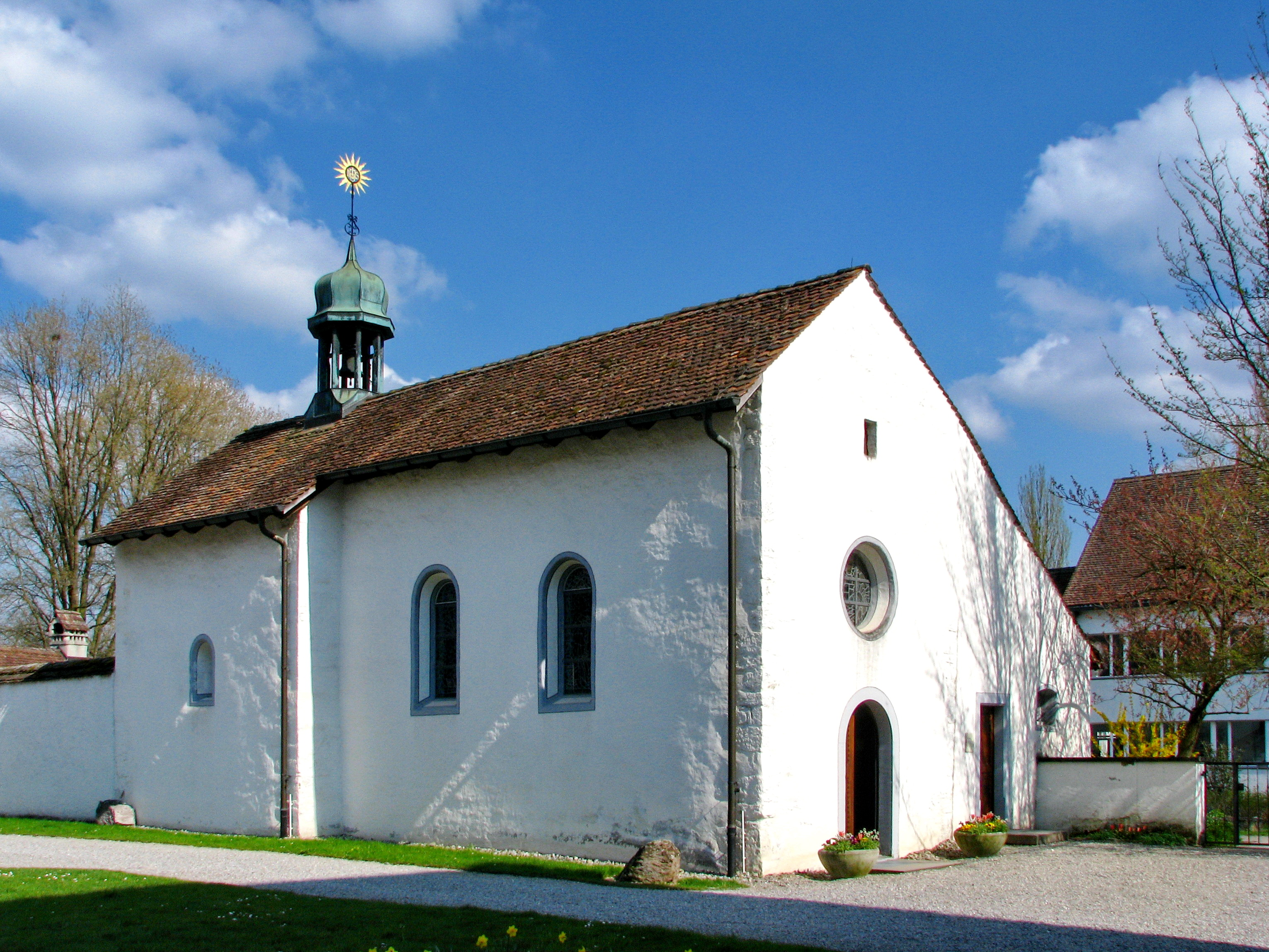
Klosterkapelle
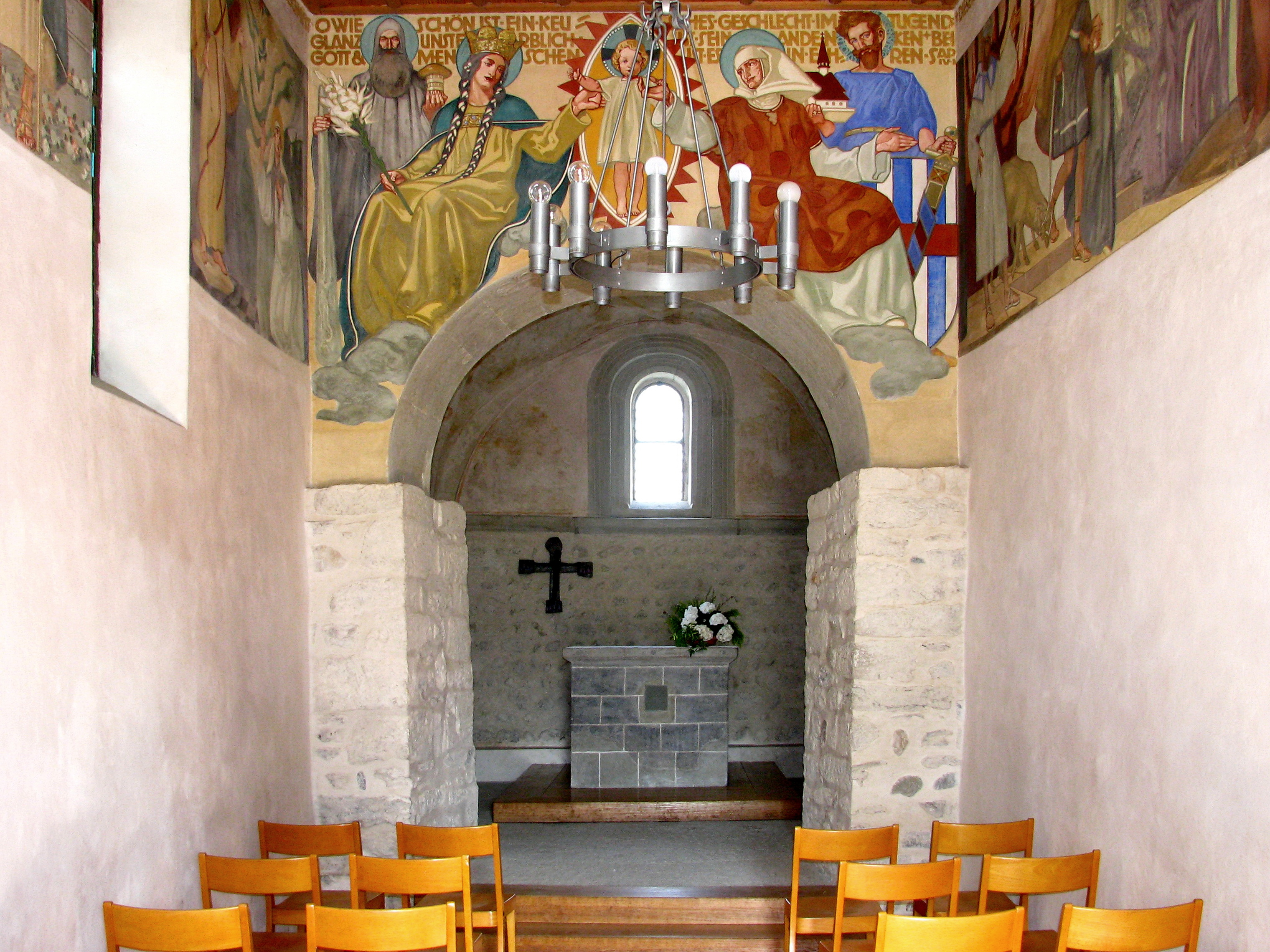
Apsis der Kapelle
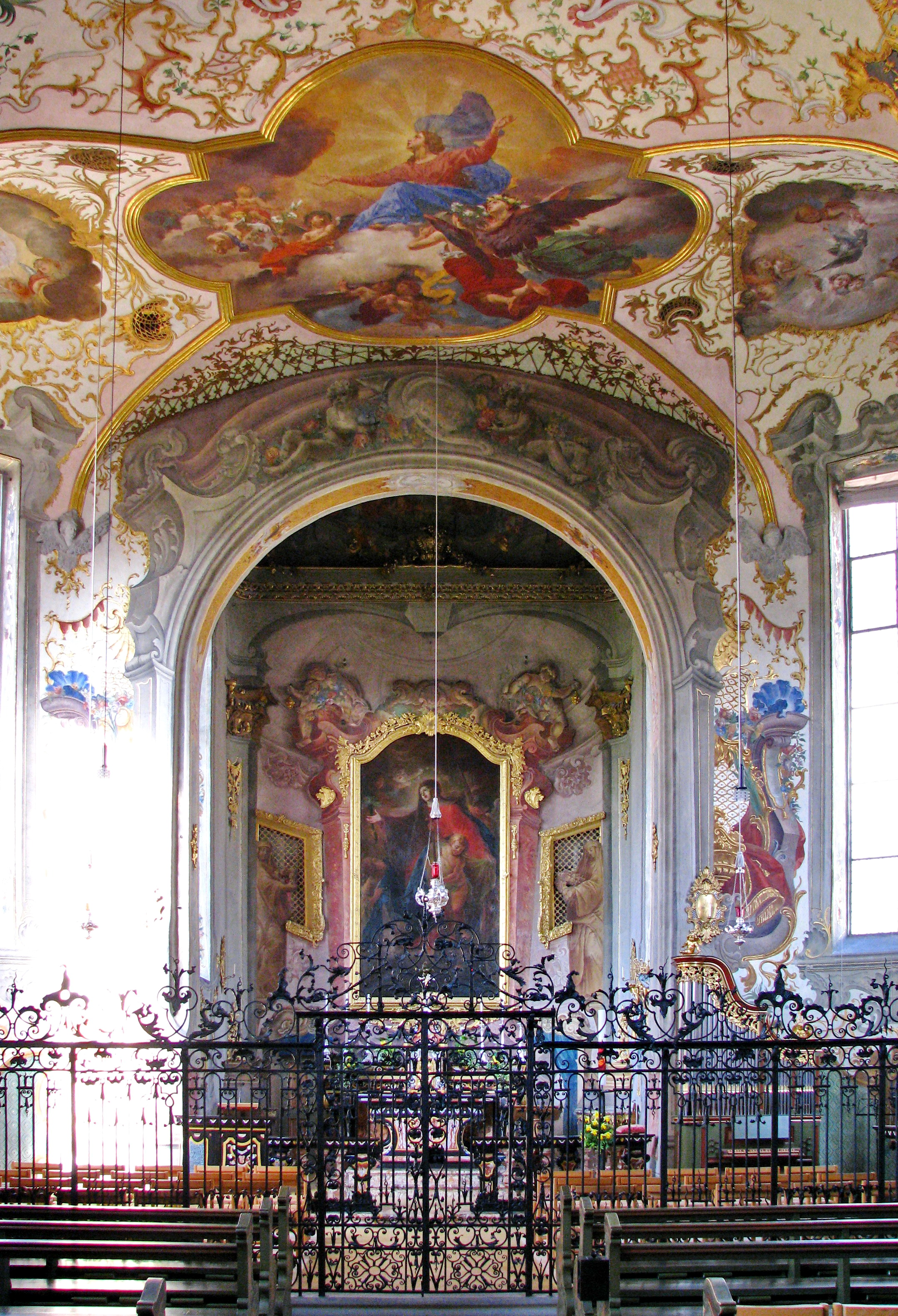
Altarbereich der Klosterkirche
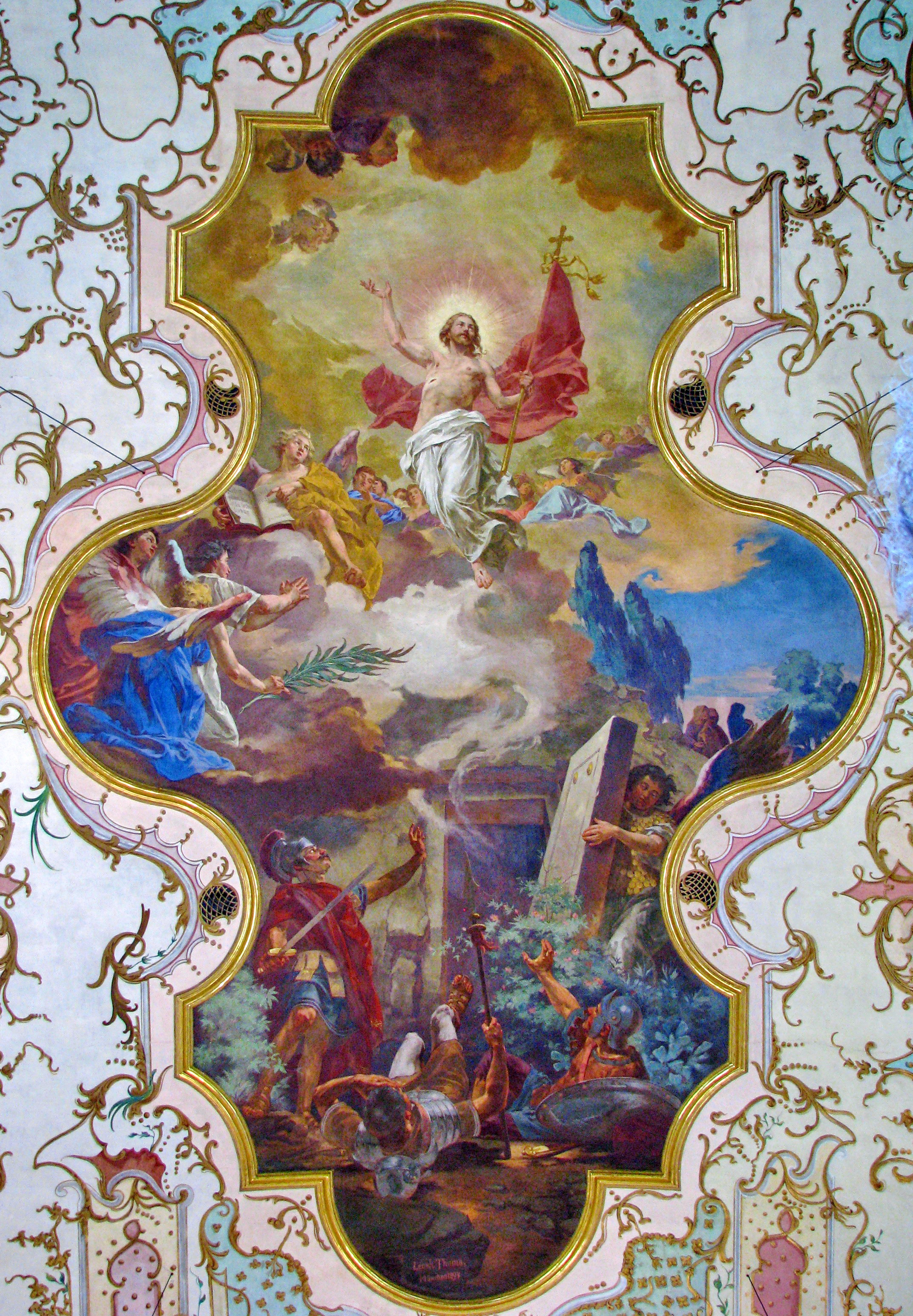
Deckenfresko in der Klosterkirche